# Ray Kennedy
Raymond Kennedy (ur. 28 lipca 1951 w Seaton Delaval, zm. 30 listopada 2021) – angielski piłkarz, występował na pozycji pomocnika lub napastnika. W latach 1976–1980 reprezentant Anglii, uczestnik Mistrzostw Europy 1980.

## Kariera klubowa
Karierę piłkarską rozpoczynał w 1968 w Arsenalu. W Arsenalu zadebiutował 29 września 1969 w meczu z Glentoranem Belfast w Pucharze Miast Targowych. Z Arsenalem zdobył mistrzostwo Anglii 1971, dwukrotnie Puchar Anglii w 1972, oraz Pucharze Miast Targowych w 1970. W pierwszym meczu finałowym Pucharu Miast Targowych z Anderlechtem Kennedy zdobył bramkę. Ogółem w barwach The Gunners wystąpił 212 razy i strzelił 71 bramek. W 1974 przeszedł do Liverpool F.C.
W The Reds występował przez kolejne osiem lat. Z Liverpoolem pięciokrotnie zdobył mistrzostwo Anglii 1976, 1977, 1979, 1980, 1982, dwukrotnie Puchar Ligi Angielskiej w 1981, 1982, trzykrotnie Puchar Europy w 1977, 1978 i 1981, Puchar UEFA w 1976 oraz Superpuchar Europy w 1977. Ogółem w barwach The Reds zagrał 393 razy i strzelił 72 bramki.
W 1982 przeszedł do pierwszoligowej Swansea, z którą spadł do Second Division w 1983. Karierę zakończył w czwartoligowym klubie Hartlepool w 1984.

## Kariera reprezentacyjna
W reprezentacji Anglii Ray Kennedy zadebiutował 22 marca 1976 w wygranym 2:1 towarzyskim meczu z Walią. Był to udany debiut, gdyż strzelił bramkę. W 1980 został powołany do kadry na mistrzostwa Europy, gdzie wystąpił w meczach z Belgią i Włochami.
W sumie w latach 1976–1980 w drużynie narodowej Kennedy rozegrał 17 spotkań i zdobył 3 bramki.